# Melissodes gilensis
Melissodes gilensis är en biart som beskrevs av Cockerell 1896. Melissodes gilensis ingår i släktet Melissodes och familjen långtungebin.

## Underarter
Arten delas in i följande underarter:
- M. g. crenata
- M. g. gilensis